# Joven Filarmonía Leo Brouwer
La Joven Filarmonía Leo Brouwer es una agrupación orquestal, formada en la ciudad de Córdoba (España), encuadrada en la sociedad musical del mismo nombre, que nace con carácter pedagógico y formativo, formada por jóvenes estudiantes y que cuenta con la ayuda de algunos de los profesores más significativos tanto de los conservatorios de la ciudad como de la Orquesta de Córdoba.

## Finalidad
Con un régimen privado y sin ánimo de lucro, intenta proyectar la música tanto en Córdoba como a nivel nacional e internacional, bajo el patrocinio y la dirección artística del guitarrista, director de orquesta y compositor cubano Leo Brouwer (n. 1939) es así como quiere ser un espacio para nuevos solistas, compositores y directores en período de formación, dando oportunidad a jóvenes de desarrollar sus estudios en actividades reales que consoliden y alienten un futuro prometedor artístico y humano.
Pretende tener su propio ciclo de conciertos anuales así como colaborar con cada uno de los espacios, proyectos y asociaciones culturales de la ciudad y formar una amplia amalgama de colaboraciones y actuaciones conjuntas. Como proyecto a tiempo vista quiere llegar a crear un curso internacional de larga duración para instrumentos orquestales, que genere una gran y amplia riqueza cultural en los instrumentistas de la propia orquesta, trayendo las principales figuras internacionales musicales a la ciudad para tales fines.
Está conducida como director titular por Ciro Perelló, director con una trayectoria de más de treinta años y un currículum plagado de premios y logros artísticos.

## Actividades
Desde 2010, la Filarmonía ha tenido un ciclo de conciertos anuales, en el Gran Teatro de Córdoba, además de colaborar en diferentes proyectos (como conciertos benéficos, actuaciones en el Festival de la Guitarra etc.) para una amplia amalgama de colaboraciones y actuaciones conjuntas.
Un proyecto a largo plazo, es llegar a crear un curso internacional de larga duración para cada uno de los instrumentos orquestales, generando así una amplia riqueza cultural en los instrumentistas y trayendo a las grandes figuras internacionales musicales a la ciudad para tales fines.

## Obras
La Joven Filarmonía ha tocado obras de grandes compositores actuales y clásicos.
La siguiente es una lista incompleta de obras que ha ejecutado la Joven Filarmonía Leo Brouwer:
- Richard Wagner: Rienzi-Obertura
- Georges Bizet: Carmen-Suites
- Piotr Ilich Chaikovski: Capricho italiano, op. 45
- Piotr Ilich Chaikovski: Obertura Solemne 1812
- Ney Rosauro: Concierto para vibráfono y orquesta
- Alberto Ginastera: Suite del ballet Estancia
- Camille Saint-Saëns: «Danza Bacchanale» (de la ópera Sansón y Dalila)
- Serguéi Rajmáninov: «Adagio» de la Segunda sinfonía
- Aram Jachaturián: Gayaneh (ballet-suite)
- Alexander Borodín: Danzas polovtsianas